# (34109) 2000 PX23
2000 PX23 (asteroide 34109) é um asteroide da cintura principal. Possui uma excentricidade de 0.17721770 e uma inclinação de 2.08734º.
Este asteroide foi descoberto no dia 2 de agosto de 2000 por LINEAR em Socorro.